# Stora gården, Kopparberg

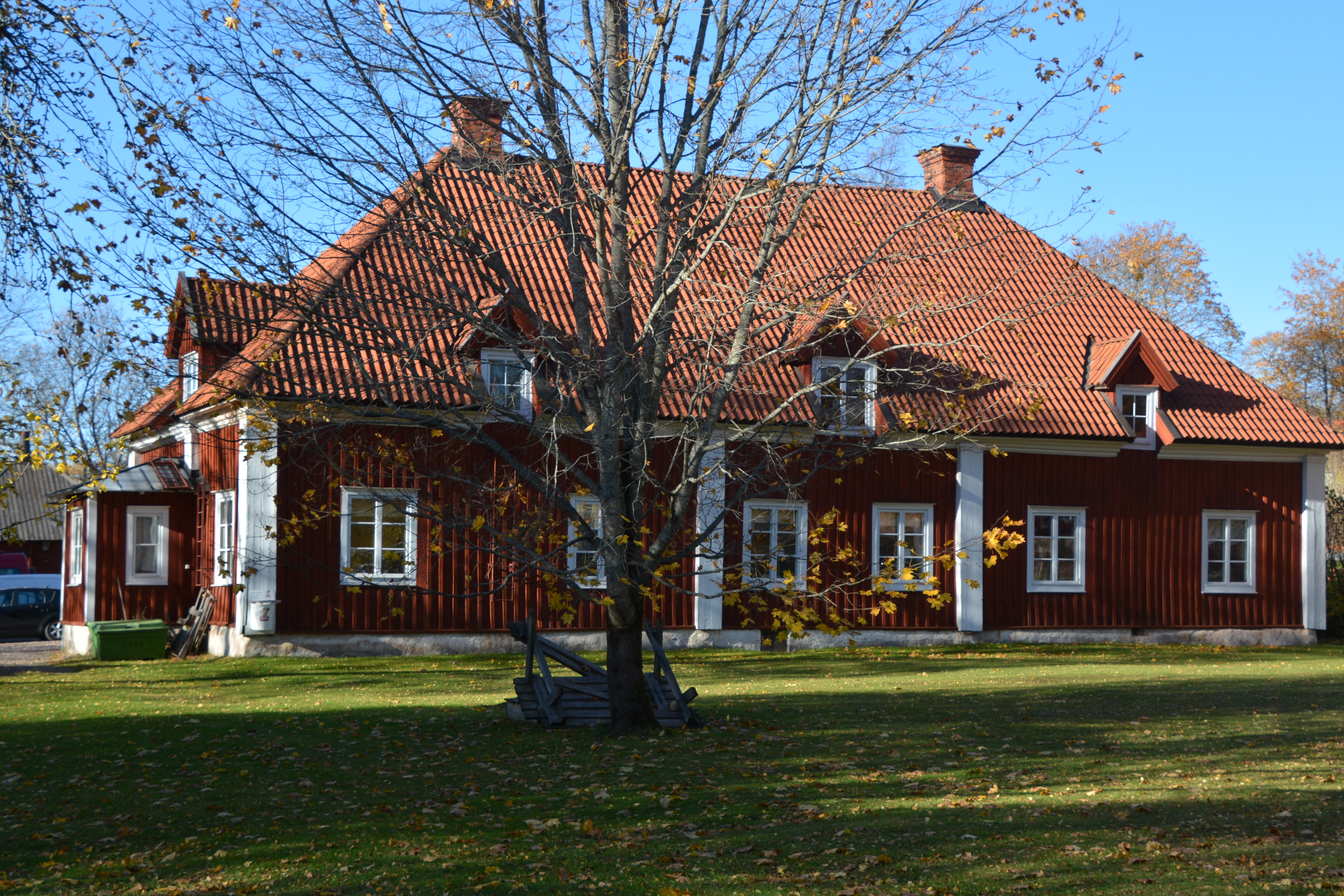
Stora gården (2017).

Stora gården i Kopparberg är ett bergmästarboställe från 1700-talet i centrala Kopparberg i Ljusnarsbergs kommun.
Nuvarande gårdsanläggning i karolinsk stil härstammar från 1740-talet, men en tidigare gård har funnits, och finns dokumenterad år 1644. Kopparbergs förste bergmästare Anders Behm ägde då gården. Den har därefter varit bostad för bergmästarna i Kopparberg. Totalt bodde åtta bergsmän och fem gruvingenjörer på gården.
Till gården hör två flyglar. I den södra flygeln var bergmästarens arbetsplats, och den norra innehöll ekonomiutrymmen.
År 1948 skänkte Bergsstaten gården till stiftelsen Gruvhytte, Hellefors, Hjulsjö och nya Kopparbergs berslagers stiftelse för bergsbrukets främjande. Gården förklarades som byggnadsminne 2000.

## 15:e meridianen

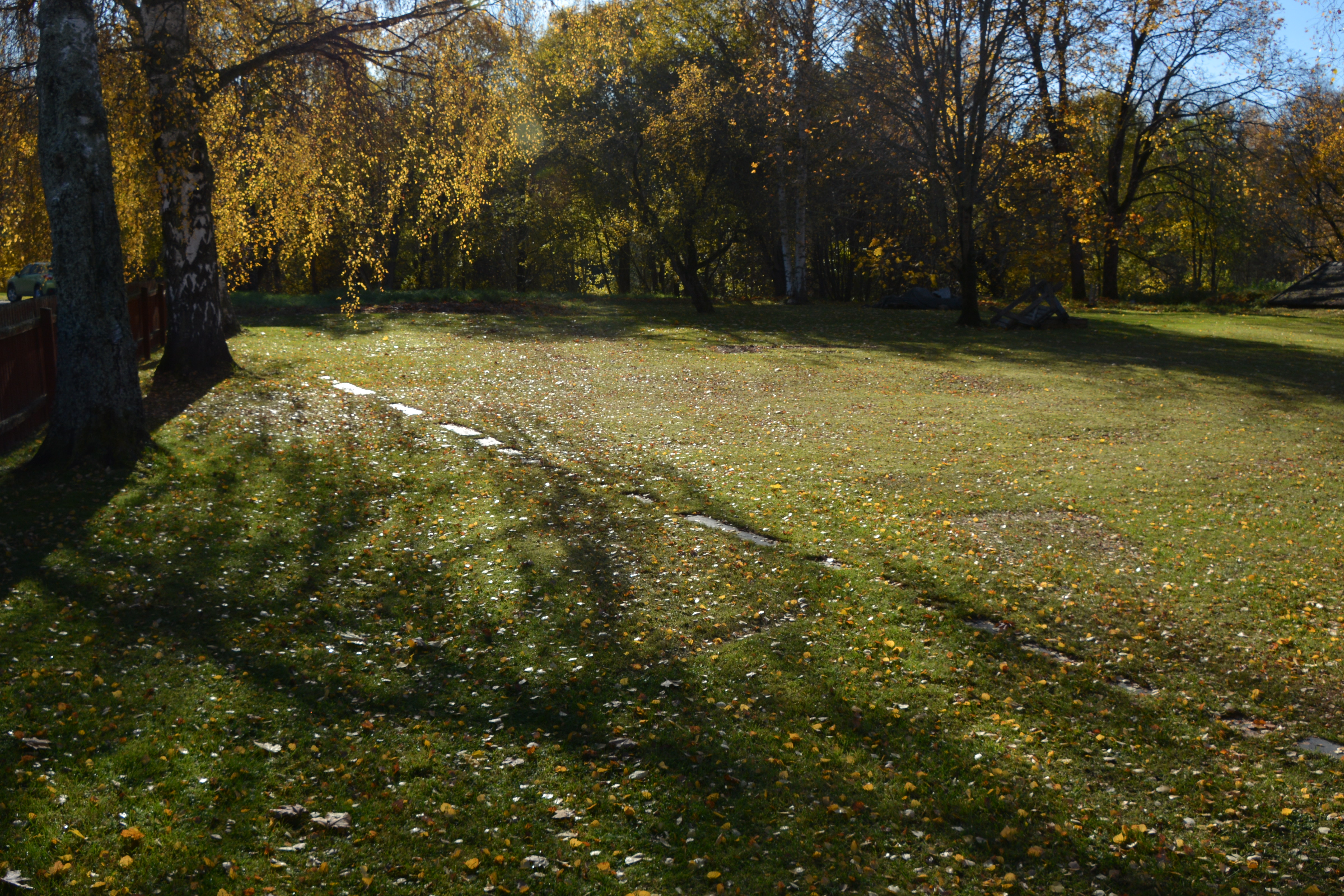
15:e meridianen vid Stora gården.

15:e meridianen går genom Kopparberg och har markerats i gräsmattan på östra sidan av Stora gården., vilket innebär att normaltid och soltid alltid stämmer där (under den tid normaltid är påbjuden i Sverige).